# Abraxas intermedia
Abraxas intermedia là một loài bướm đêm thuộc họ Geometridae. Nó được Warren miêu tả năm 1888. Loài này có ở Subathu ở Ấn Độ.